# Hill Nunatak, Västantarktis
Hill Nunatak är en nunatak i Antarktis. Den ligger i Västantarktis. Argentina, Chile och Storbritannien gör anspråk på området. Toppen på Hill Nunatak är 1 532 meter över havet.
Terrängen runt Hill Nunatak är platt åt nordost, men åt sydväst är den kuperad. Trakten är obefolkad. Det finns inga samhällen i närheten. 